# Alyssum akamasicum
Alyssum akamasicum är en korsblommig växtart som beskrevs av Brian Laurence Burtt. Alyssum akamasicum ingår i släktet stenörter, och familjen korsblommiga växter. IUCN kategoriserar arten globalt som otillräckligt studerad. Inga underarter finns listade i Catalogue of Life.